# HMS L55
HMS L55 — подводная лодка типа «L» Королевского флота Великобритании, затонувшая в Балтийском море, впоследствии поднята и введена в состав ВМФ СССР. Исключена из списков флота в 1950 году. Разобрана в 1960 году.

## История
21 сентября 1917 года спущена на воду с верфи Fairfield Shipbuilding and Engineering Company и 19 декабря 1918 года введена в строй.
Во время Гражданской войны в России переведена на Балтийское море для действий против РККФ в составе эскадры союзников; вошла в состав отряда подводных лодок. Основными задачами отряда являлись наблюдение за силами Красного Флота и атака при их попытке выйти за пределы района Кронштадта. Базируясь в Ревеле, L55 совершала боевые походы в южную часть Финского залива.
В один из разведывательных выходов 4 июня 1919 года лодка обнаружила эсминцы «Азард» и «Гавриил» и атаковала их двумя торпедами. Удачно сманеврировав, эсминцы уклонились от торпед, а лодка после залпа не удержалась на глубине и над водой показалась часть её рубки, которая была немедленно обстреляна с «Азарда». Над подводной лодкой поднялся большой столб огня и дыма, были видны летящие в воздух обломки. Считалось, что L55 погибла от попадания с «Азарда», но после подъёма обнаружился факт подрыва лодки на минном заграждении. Командование британской группировки на Балтийском море в течение нескольких дней пыталось связаться с субмариной и отозвать ту из опасного района, поскольку обнаружило, что её позиция оказалась «нарезана» посреди английского минного поля.
Современная версия произошедшего гласит, что во время уклонения от атаки «Азарда» L55 была снесена течением и попала на немецкое минное заграждение. Весь экипаж погиб. О гибели своей лодки вскоре официально сообщило Британское Адмиралтейство.
Осенью 1926 года во время траления в Копорской губе один из советских тральщиков случайно зацепил и поднял на борт прицельное устройство от 4-дюймовой пушки, принадлежавшее, как было установлено, подводной лодке L55. В течение последующих двух лет подводная лодка была обследована и 27 апреля 1928 года было принято решение о её подъёме. Разработчиком технического проекта судоподъёмных работ и руководителем  работ по подготовке и подъёму лодки был главный корабельный инженер Южного округа ЭПРОНа  Т. И. Бобрицкий.
Операция по подъёму лодки длилась с 10 июня по 14 августа 1928 года и закончилась полным успехом (С 15 мая по 13 сентября 1928 года спасательное судно-катамаран «Коммуна» выполняет работы по подъёму потопленной 4 июня 1919 года в Копорской губе Финского залива английской подводной лодки L-55. Лодка была поднята на поверхность с глубины 32 метра ступенчатым методом 21 июля 1928 года). L55 была отбуксирована в Кронштадт и поставлена там в док. В лодке были обнаружены тела 38 (по другим данным — 34) английских подводников.
30 августа 1928 года 38 гробов с телами подводников и три корзины с личными вещами были отправлены в Великобританию на норвежском транспортном судне «Труро». При подписании акта передачи присутствовали консулы Японии и Норвегии.
С 1928 по 1931 год подводная лодка ремонтировалась на Балтийском заводе. В то же время она тщательно изучалась советскими специалистами, что впоследствии оказало большое влияние на проекты подводных лодок «Ленинец» и «Щука».
К 27 июля 1931 года лодка была полностью восстановлена и после ввода в строй Балтийского флота переименована в Л-55 для упрощения делопроизводства.
В 1934 году на лодке были заменены дизельные двигатели.
10 января 1940 года Л-55 переформирована в опытовое судно и в том же году выведена из боевого состава флота. 6 октября 1941 года включена в состав Отдельного учебного дивизиона подводных лодок, 10 декабря законсервирована в связи с нехваткой топлива.
14 февраля 1942 года на стоянке в Ленинграде повреждена осколками снаряда, разорвавшегося на палубе плавучей батареи «Исеть». Получила 12 осколочных пробоин в надстройке, ограждении рубки, пробоину в обшивке булевой цистерны, перебита кормовая антенна. Погиб 1 краснофлотец. 8 августа законсервирована и включенав состав отряда судов тыла Балтийского флота, сданных на хранение.
7 мая 1943 года расконсервирована и переформирована плавучую зарядную станцию.
С 1 по 4 декабря 1944 года перешла из Кронштадта на Ханко, где до конца войны обеспечивала базирование подводных лодок Балтийского флота.
В 1950 году плавучая зарядная станция была исключена из списков флота, а в 1960 году разобрана.

## Командиры
В разные годы лодкой командовали:
ВМС Великобритании
- 1918—1919 Чарльз Чапмэн (англ. Charles Chapman)

ВМФ СССР
Боевой состав
1. 1929—1934 — В. С. Воробьев
2. 3 января 1934 — 15 июня 1940 — Н. Ф. Басуков
3. январь 1935 — апрель 1936 — В. К. Подпоринов
4. 9 февраля 1938 — 3 сентября 1938 — А. В. Трипольский
5. 1 сентября 1939 — 28 февраля 1940 — капитан-лейтенант Н. Ф. Басуков[7]
6. 28 февраля 1940 — 25 июня 1941 — ст. лейтенант Илья Яковлевич Браун[7]
Начальники ПЗС
7. июль 1941—1942, также с марта 1943 по 8 августа 1944 — А. Н. Чернышев[7]
8. 18 февраля — 28 сентября 1942 — П. А. Морозов[7]
9. 8 августа — 13 ноября 1944 — В. К. Дорин[7]
10. январь — май 1945 и далее — М. С. Кувшинов[7]